# 취금헌로
취금헌로는 세종특별자치시의 도로중 취금헌 박팽년을 따온 도로이다. 세종로와 왕의물로를 잇는다.